# Компресійні панчохи

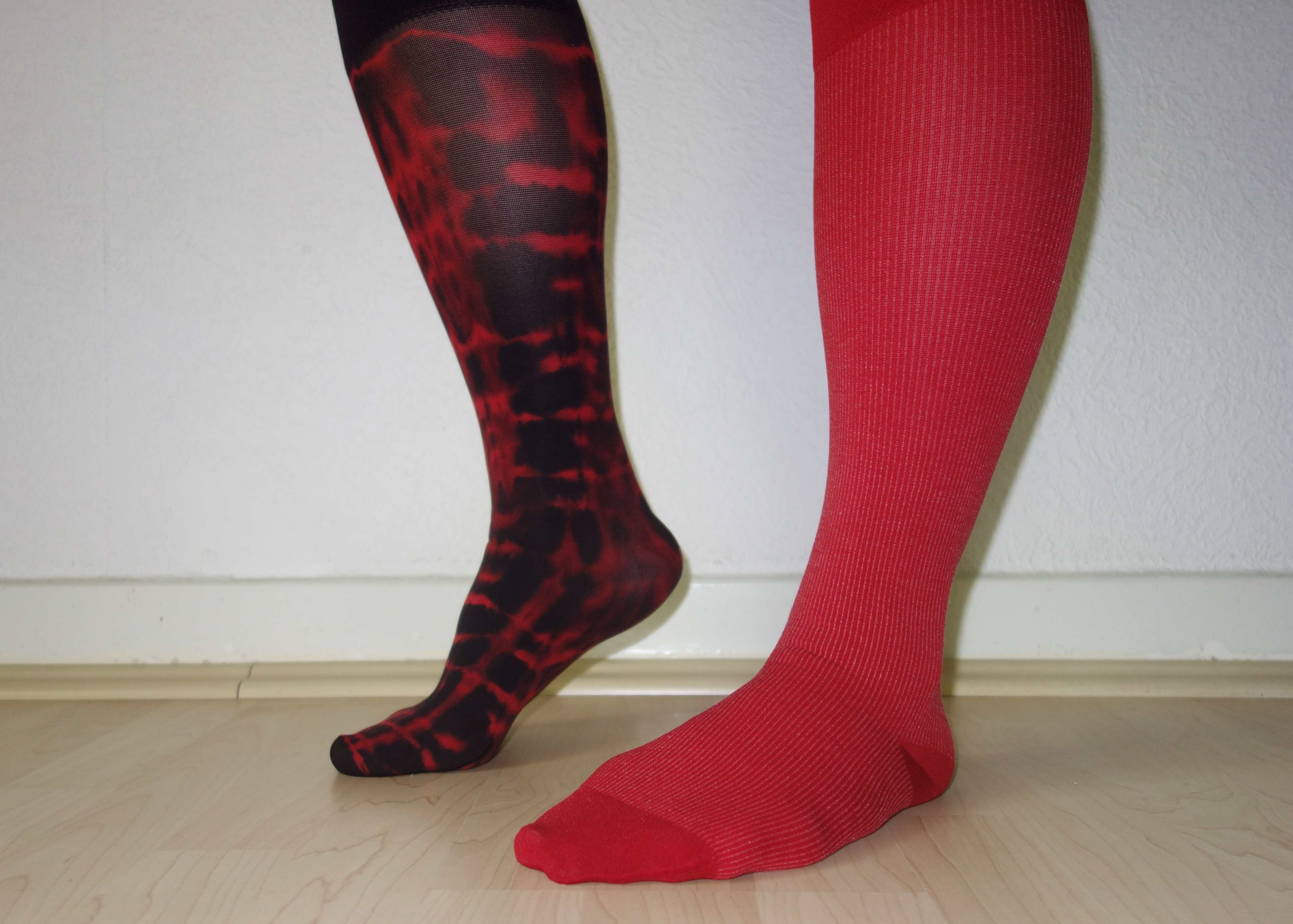
Компресійні панчохи

Компресійні панчохи — це спеціалізований панчошно-шкарпетковий виріб, призначений для запобігання виникненню та подальшому прогресуванню венозних захворювань таких як набряк, флебіт та тромбоз. Компресійні панчохи — це еластичний компресійний одяг, для ніг, що стискає кінцівки. Вони зменшують діаметр розширених вен та збільшують швидкість венозного кровотоку й ефективність клапанів вен. Компресійна терапія допомагає знизити венозний тиск в кінцівках, запобігає венозному застою та пошкодженню венозних стінок, а також полегшує важкість і біль у ногах.
Компресійні панчохи до коліна використовуються не тільки для покращення кровообігу, але й для запобігання утворенню тромбів у гомілках. Вони також допомагають у лікуванні виразок нижніх кінцівок.
На відміну від традиційних сукняних або спортивних панчіх та шкарпеток, компресійні панчохи використовують міцніші еластичні елементи для створення значного тиску на ноги, щиколотки та стопи. Компресійні панчохи найщільніші на кісточках і поступово стають менш щільними до колін і стегон. Стискаючи поверхневі вени, артерії та м'язи, вони змушують кров циркулювати через вужчі канали. В результаті підвищується артеріальний тиск, що призводить до повернення більшої кількості крові до серця та зменшення її накопичення в ногах.
Існує два типи компресійних панчіх: градієнтні та протиемболічні.

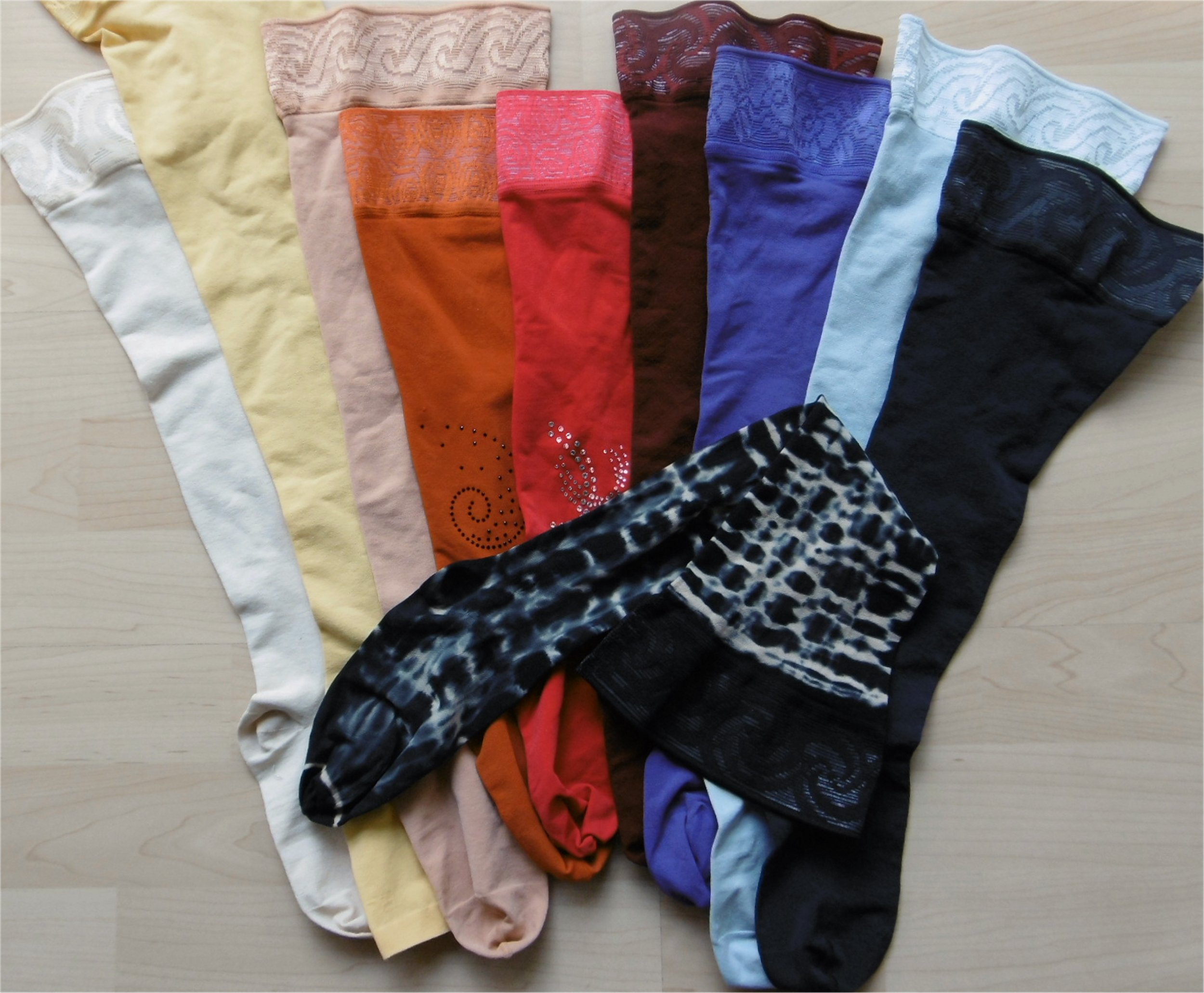
Компресійні панчохи

## Медичне використання
Лікування зазвичай призначається для полегшення всіх проявів хронічного захворювання вен та запобігання венозним проблемам. Використання еластичних компресійних панчіх може зменшити об'ємні коливання під час стояння. Компресійні панчохи рекомендуються за таких умов:

### Набряк
Набряк — це стан, при якому протилежні сили, що виникають у дрібних кровоносних судинах і капілярах, викликають ультрафільтрацію води з плазми в м'які тканини.

### Хронічна венозна недостатність
Хронічна периферична венозна недостатність — це явище, коли вени не можуть доставляти дезоксигеновану кров назад до серця.

### Варикозне розширення вен

Варикозне розширення вен

Варикозне розширення вен — це мішкоподібні та розширені вени, які можуть значно розширюватися та спричиняти болісне венозне запалення. Після своєї появи вони не зникнуть самі по собі. Утворення варикозного розширення вен є зовнішньо видимою ознакою венозної слабкості.
Багато лікарів та спеціалістів з хвороб вен рекомендують носити компресійні панчохи після видалення варикозних вен, але дослідження показують, що носіння еластичних компресійних панчіх не має додаткової користі після накладання еластичного бинта протягом трьох днів у післяопераційному догляді після видалення великої підшкірної вени, за показниками набряку, болю, ускладненнь та поверненням до роботи.

### Тромбоз глибоких вен
Тромбоз глибоких вен виникає при зменшенні кровотоку (особливо в нижніх кінцівках), що призводить до скупчення крові в ногах і утворення тромбів. Немає доказів про покращення показників посттромботичного синдрому після тромбозу глибоких вен при використанні компресійних панчіх. Компресійні панчохи корисні для зменшення безсимптомного тромбозу глибоких вен у пасажирів авіакомпаній, які літають 7 годин або більше.
Для профілактики венозної тромбоемболії (ВТЕ) у клінічній практиці використовуються фармакологічні (варфарин, нефракціонований гепарин, низькомолекулярний гепарин) та механічні заходи (компресійні панчохи з градуйованою компресією, пристрої для періодичного пневматичного компресійного масажу та венозні ножні насоси). У випадках, коли ризик кровотечі високий і фармакологічні заходи протипоказані, рекомендується використовувати механічну профілактику. Панчохи з градуйованою компресією можуть ефективно запобігати ВТЕ у госпіталізованих пацієнтів. Метааналіз пацієнтів загальнохірургічних відділень показав, що такі панчохи знизили ризик розвитку ВТЕ на 68 % порівняно з плацебо.
У двадцяти рандомізованих контрольованих дослідженнях проаналізували ефективність використання панчіх з градуйованою компресією окремо або з іншими додатковими профілактичними засобами у запобіганні тромбозу глибоких вен. Ці дослідження включали дані 1681 пацієнта після загальних хірургічних втручань, ортопедичних операцій та пацієнтів терапевтичних груп. Вони дійшли висновку, що панчохи з градуйованою компресією ефективні в профілактиці тромбозу глибоких вен у пацієнтів, які перенесли загальні та ортопедичні операції.
Поєднання панчіх із градуйованою компресією з іншими механічними та фармакологічними заходами може підвищити ефективність профілактики ВТЕ на 60 %. Однак, інше дослідження, проведене у Франції, охопило 407 пацієнтів відділення інтенсивної терапії, і не показало жодної різниці в ефективності профілактики ВТЕ у пацієнтів, які використовували компресійні панчохи окремо або в поєднанні з періодичними пневматичними пристроями.

### Лімфедема
Лімфедема виникає, коли частина тіла набрякає через аномальне накопичення лімфатичної рідини, що виникає, коли порушується нормальний відтік лімфатичної рідини назад у кров. Зазвичай уражається рука, нога, шия або живіт.

### Флебіт
Флебіт — це термін, який використовується, коли запалення та тромбоз виникають у вені, найчастіше у нозі, через інфекцію, запалення або травму. Частіше страждають люди з варикозним розширенням вен. Запалення виникає раптово, внаслідок чого тромб міцно прилипає до стінки вени та створює ризик закупорки поверхневої вени.

### Ліподерматосклероз
Ліподерматосклероз — це термін, який використовується для позначення запалення підшкірної жирової клітковини, форми панікуліту.

### Вагітність
Гормони, що вивільняються під час вагітності та розширення матки (яка тисне на нижню порожнисту вену — головну вену, яка повертає кров до серця), можуть впливати на вени ніг.

### Синдром постуральної ортостатичної тахікардії (ПОТС)
Було виявлено, що використання компресійних панчіх для гомілок зменшує симптоми та частоту серцевих скорочень у вертикальному положенні у пацієнтів із синдромом постуральної ортостатичної тахікардії. Використання компресійної білизни на животі та стегнах, а також комбінація компресії живота/стегон та ніг виявилися більш ефективними, причому останній варіант мав найкорисніший результат.

## Протипоказання

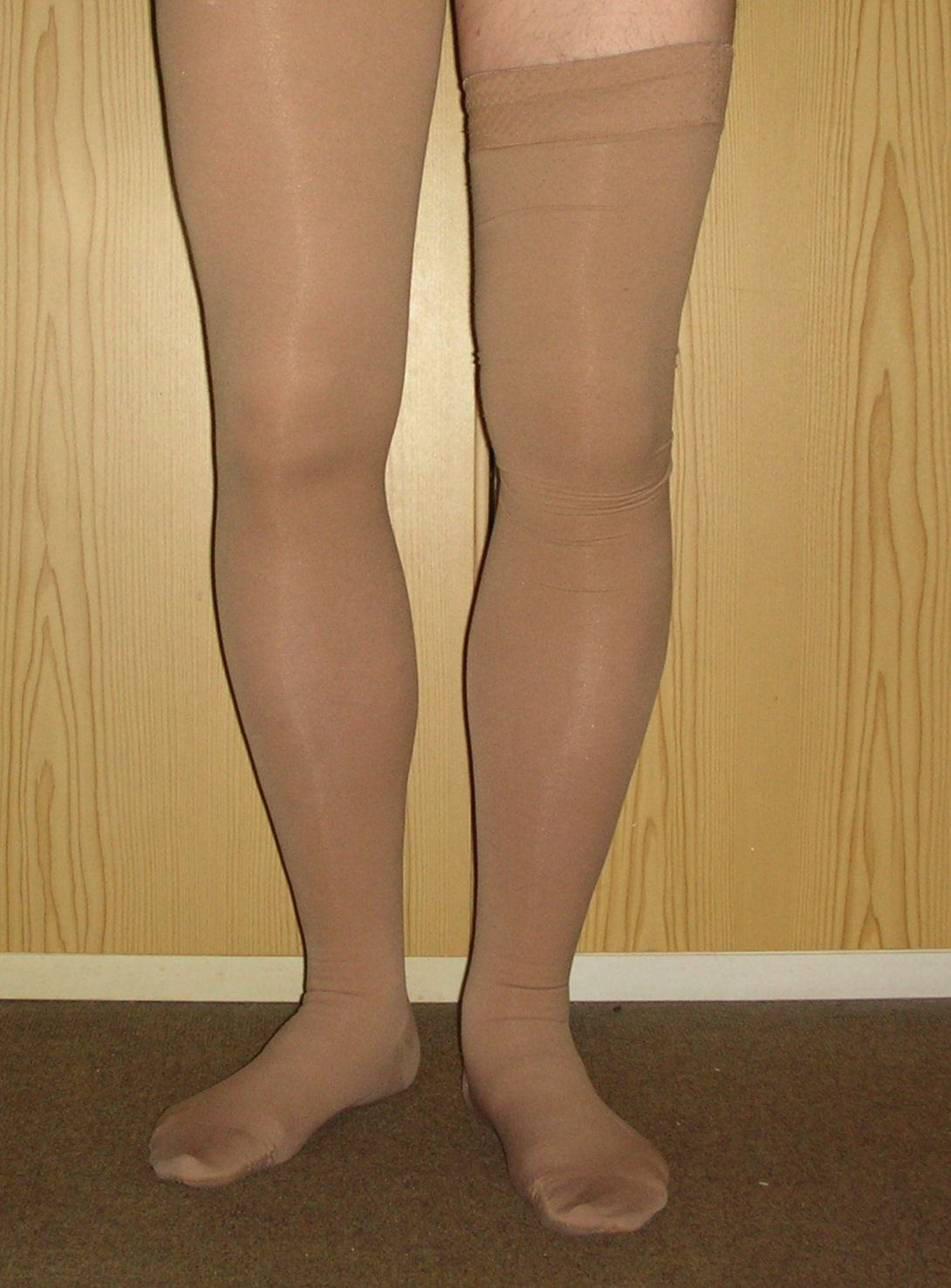
Компресійні панчохи

Слід бути обережним при носінні компресійних панчіх особам із запущеною периферичною обструктивною артеріальною хворобою, серцевою недостатністю, септичним флебітом, мокнучим дерматитом та запущеною периферичною нейропатією.

## Використання

### Розмір
Спочатку визначається правильний розмір панчохи, шляхом виміру обхвату ноги. Асептика (антисептичне очищення рани) не потрібна, якщо шкіра не пошкоджена. Перед вимірюванням людину кладуть у положення лежачи на спині. Це забезпечує венозний відтік та стабільність перед вимірюванням.

### Надягання
Панчохи найкраще надягати після пробудження, до того, як людина встала з ліжка, почала сидіти або стояти, і до того, як встиг розвинутися венозний застій або набряк. Носіння панчіх протягом усього дня ефективніше, ніж носіння лише півдня або повна відсутність компресійних панчіх.
Відповідність розміру має вирішальне значення для терапевтичного ефекту компресійних панчіх. Дослідження, опубліковане в Американському журналі медсестринства у серпні 2008 року, показало, що компресійні панчохи були неправильно підібрані за розміром майже у 30 % досліджених випадків. Було виявлено, що додаткове навчання потрібне не лише пацієнтам, а й медичному персоналу.

### Градієнтні панчохи
Ці панчохи призначені для усунення порушеної роботи «м'язово-венозного насоса», спричиненої недієздатністю клапанів вен ніг. Вони сплетені таким чином, що рівень компресії найвищий навколо кісточки та зменшується до верхньої частини ніг.
Лікарі зазвичай рекомендують ці панчохи тим, хто схильний до утворення тромбів, набряків нижніх кінцівок та скупчення крові в ногах і стопах через тривале сидіння або бездіяльність. Їх також часто використовують для лікування ускладнень, спричинених діабетом, лімфедемою, тромбозом, целюлітом та іншими станами.
У більшості випадків їх носять амбулаторні пацієнти, допомагаючи литковим м'язам ефективніше виконувати свою насосну функцію для повернення крові до серця. У деяких випадках їх носять ті, хто має підвищений ризик проблем із кровообігом, наприклад, діабетики, чиї ноги схильні до надмірного набряку. Поширеним показанням для призначення таких панчіх є хронічна периферична венозна недостатність, спричинена неспроможними перфорантними венами. Компресійні панчохи низького тиску доступні без рецепта в більшості країн, їх можна придбати в аптеці або магазині медичних товарів. Для придбання панчіх з вищим градієнтом тиску, наприклад, вище 25–30 мм рт. ст., може знадобитися рецепт лікаря.
Перед використанням компресійних панчіх слід вжити кількох важливих запобіжних заходів:
1. Для носіння компресійних панчіх кісточково-плечовий індекс (КПІ) пацієнта повинен бути > 1,0 на кожну ногу, інакше панчохи можуть перешкоджати артеріальному кровотоку пацієнта. КПІ пацієнта показує, наскільки прохідні артерії ніг та рук. Будь-який компетентний лікар або медсестра може виміряти та розрахувати КПІ пацієнта.
2. Важливо, щоб компресійні панчохи були правильно підібрані за розміром. Компресія повинна поступово зменшуватися від найвищого рівня компресії в найменшій частині кісточки до 70 % зниження тиску трохи нижче коліна.

Судинні лікарі та медсестри можуть використовувати спеціальні прокладки для забезпечення рівномірного вищого тиску по всьому колу щиколотки (щоб згладити нерівномірний поперечний профіль). Самостійне призначення панчіх є досить безпечним за умови, що градієнт компресії становить 15–20. мм рт. ст., КПІ (для обох ніг) > 1,0, а панчохи правильно підібрані. «Тверді» градієнтні панчохи (20–30 мм рт. ст. та 30–40 мм рт. ст.) слід носити лише за рекомендацією лікаря.
Поточні дослідження показують неоднозначні результати впливу компресійних панчіх на спортивні результати.

### Висота панчіх (до коліна і вище)

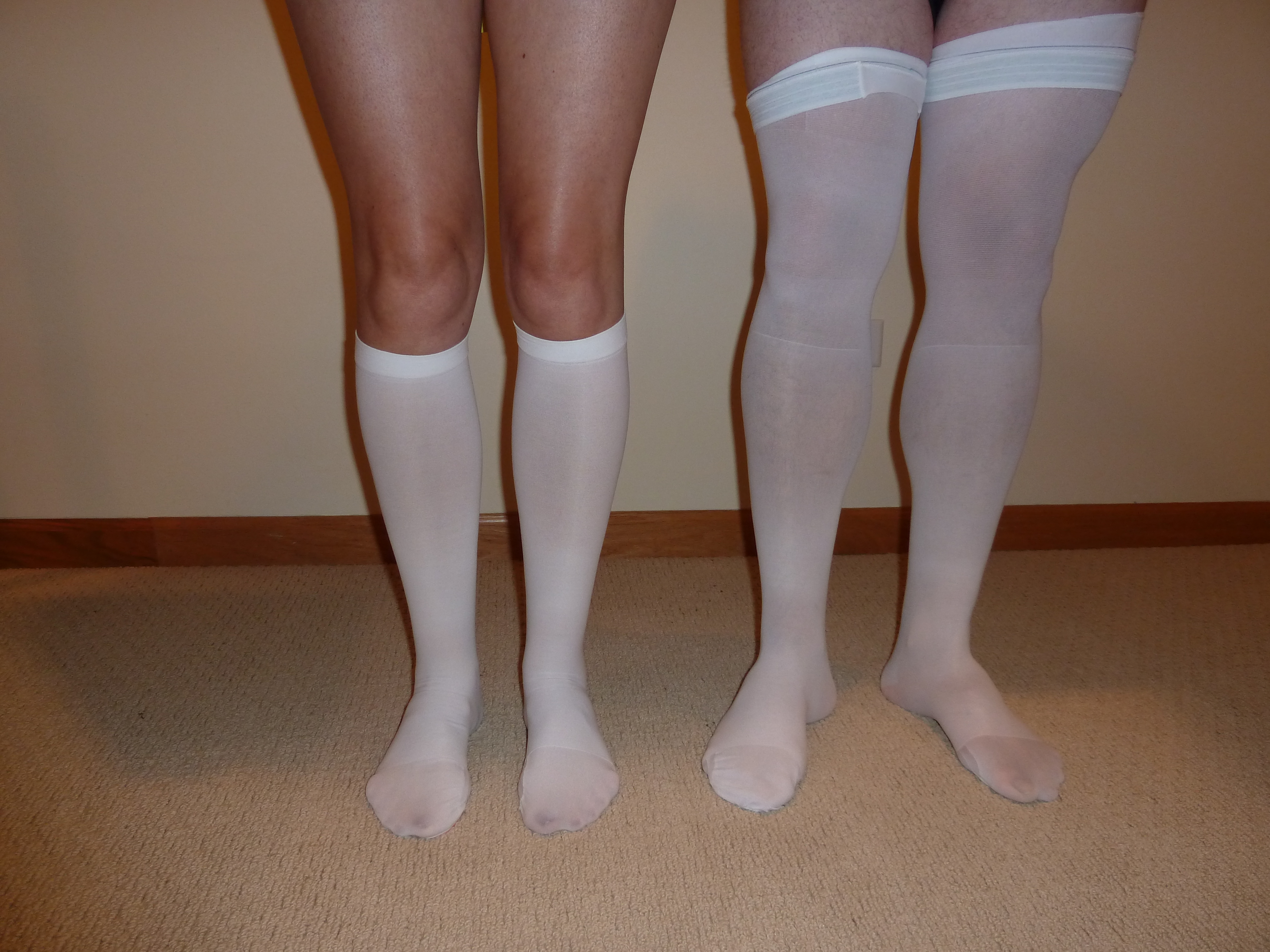
Компресійні панчохи проти емболії по коліна та по стегна

Градієнтні (градуйовані) компресійні панчохи та протиемболічні компресійні панчохи бувають довжиною до коліна та до стегна. Метааналіз порівняння компресійних панчіх до коліна та по стегна з точки зору профілактики тромбозу глибоких вен у терапевтичних та хірургічних пацієнтів визначив, що ризик розвитку тромбозу глибоких вен при носінні панчіх до коліна становить 6 %, а при носінні панчіх до стегна — 4 %, але також виявив значну гетерогенність результатів, і тому було зроблено висновок, що немає достатніх доказів того, що одна довжина перевершує іншу, і було припущено, що компресійні панчохи до коліна повинні бути першим вибором для профілактики тромбозу глибоких вен у терапевтичних та хірургічних пацієнтів.
Панчохи до коліна зручніші, їх легше одягати, а їх носіння підвищує дотримання пацієнтами режиму лікування. Панчохи до коліна легше підібрати, ніж компресійні панчохи до стегон. Компресійні панчохи до стегна можуть створювати ефект джгута та спричиняти локальне обмеження рухів при скручуванні. Дослідження пацієнтів, які лікувалися від посттромботичного синдрому, проведене в Італії, показало, що почервоніння та свербіж шкіри спостерігалися у 41 % пацієнтів, які носили панчохи до стегон, та у 27 % пацієнтів, які носили компресійні панчохи до коліна. Як наслідок, 22 % тих, хто носив панчохи до стегон, і 14 % тих, хто носив панчохи до коліна, припинили лікування.

### Класи компресії
Компресійні панчохи виготовляються з еластичних волокон або гуми. Ці волокна допомагають стискати кінцівку, покращуючи кровообіг.
Компресійні панчохи мають різний рівень компресії. Одиницею вимірювання, яка використовується для класифікації тиску в панчохах, є мм рт. ст. Вони часто продаються в різних діапазонах тиску.

## Історія
Використання компресійної терапії не є новим. Ще в епоху неоліту (5000-2500 рр. до н. е.) на малюнках печер Тассілі в Сахарі були знайдені зображення воїнів із забинтованими нижніми кінцівками. Папірус Едвіна Сміта, який датується приблизно 1600 роком до нашої ери, містив додаткові докази механічної компресійної терапії для ніг. Гіппократ лікував виразки на ногах своїх пацієнтів тугими пов'язками, які описані в його «Зводі Гіппократа» (450–350 рр. до н. е.). Гален (130-200 рр. н. е.) використовував вовняні та лляні компресійні пов'язки, щоб запобігти скупченню крові в ногах, а Орібазій (324 р. н. е.) використовував тугі пов'язки для лікування виразок на ногах. 
У Середньовіччі компресійні пов'язки для ніг використовувалися переважно для терапії. Про це свідчать праці Авіценни (980—1037); Джованні Мікеле Савонароли (1384—1468); Амбруаза Паре (1510—1590); Джироламо Фабріціо ді Аквапенденте (1537—1619); та інших вчених. Гі де Шольяк у своїй книзі «Велика хірургія» описав використання компресійних пов'язок для лікування розширених вен ніг. Джованні Мікеле Савонарола також лікував варикозне розширення вен за допомогою пов'язок для ніг і описав їх правильне застосування у своїй праці «Практика».
У 1628 році Вільям Гарвей відкрив зв'язок між венозним застоєм та зовнішнім тиском. Після цього відкриття для терапії були запроваджені різні компресійні засоби: панчохи зі шнурівкою, еластичні стрічки та тугі пов'язки зі смолою. Пізніше для виробництва компресійних панчіх почали використовувати нові текстильні матеріали: натуральні або целюлозні волокна (шовк, бавовна, кокос) та хімічні (акрил, нейлон, поліестер). Лише наприкінці 19 століття, після Фішера та Ласкера, німецькі флебологи, виявили, що застосування зовнішнього тиску допомагає лікувати тромби в нижніх кінцівках, що призвело до того, що компресійні панчохи почали використовувати для лікування тромбозу глибоких вен.

## Суспільство та культура

### Часто вживані терміни
- Протиемболічні — носяться пацієнтами, які не можуть пересуватися або перенесли хірургічне втручання, щоб запобігти скупченню крові в ногах, що може призвести до венозного тромбозу.
- Індивідуальні — виготовлені для конкретної особи.
- Кругове в'язання — безшовні панчохи, що забезпечують більшу естетичну привабливість.
- Плоский трикотаж — панчохи, виготовлені зі швом, який можна зробити практично будь-якої форми та розміру. Найчастіше використовуються у вищих класах компресії.
- Срібні — панчохи, виготовлені з використанням спеціальних срібних текстильних волокон. Срібло має антимікробну дію, допомагаючи зменшити запах.
- Лімфедемні — панчохи, що використовуються для лікування набряку, що виникає внаслідок лімфедеми.
- Підтримувальні — панчохи з легкою компресією, що продаються без рецепта рецепта лікаря.

### Синдром інсульту економ-класу
Існує можливий зв'язок між поширеним фізичним дефектом серця та потенційно смертельним інсультом, який може статися під час тривалих перельотів літаком. Явище з назвою «синдромом інсульту економ-класу», було зареєстроване у здорових молодих мандрівників, які перенесли ішемічний інсульт під час або невдовзі після тривалих авіаперельотів. Відомо, що тривале сидіння, пов'язане з авіаперельотами, є причиною утворення тромбів у ногах. За оцінками, понад 30 відсотків населення мають відкрите овальне вікно (ВПВ) — поширений стан, при якому між правою та лівою сторонами серця існує невеликий отвір. ВПВ рідко викликає будь-які несприятливі захворювання та може бути визначено лише за допомогою спеціальних діагностичних тестів, таких як ехокардіограма.

### Стилі
- Компресійні панчохи до коліна, закритий носок для чоловіків
- До стегна (AG)
- Колготки (AT)
- Колготки для вагітних
- З фіксацією до талії/CHAPS